# Bratovščina svetega prta
Bratovščina svetega prta je knjiga španske pisateljice Julie Navarro.

## Zgodba
V torinski katedrali hranijo dragocen prt. Neka sekta go hoče ukrasti, druga ji to preprečuje. V knjigi izvemo tudi celotno zgodovino prta. Vse to raziskuje policija in s pomočjo zgodovine odkrijejo dve sekti. Na koncu jih ravno to pahne v pogubo.